# Kremena
Kremena – wieś w Chorwacji, w żupanii dubrownicko-neretwiańskiej, w gminie Slivno. W 2011 roku liczyła 56 mieszkańców.